# فارینگتون
فارینگتون (به انگلیسی: Farington) یک روستا در بریتانیا است که در لانکاشر واقع شده است.

## خصوصیات
فارینگتون ۶٬۶۷۴ نفر جمعیت دارد.